# Jekertoren

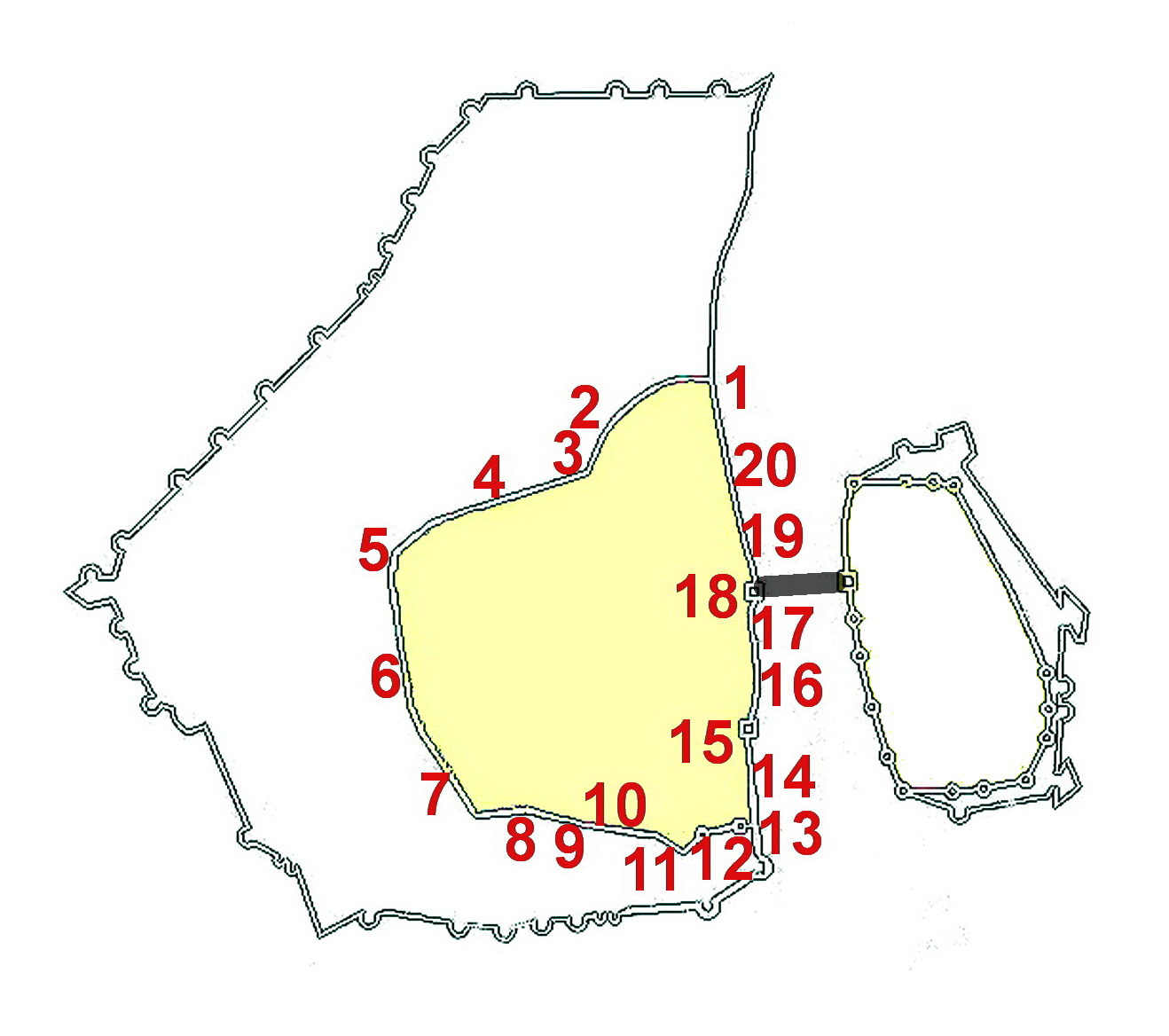
Mappa della prima cinta muraria di Maastricht, Jekertoren è il numero 13

Jekertoren, precedentemente chiamata anche Rondeeltoren o Maaspunttoren, è un'antica torre difensiva di Maastricht, Paesi Bassi.
La torre era la torre d'angolo sud-est della prima cinta muraria di Maastricht e si trova sul lato sud del bastione Onze-Lieve-Vrouwewal, dove questo piega verso ovest.
La torre è nel registro dei monumenti nazionali dei Paesi Bassi (Rijksmonumentenregister) col numero 27996.